# Studený Zejf
Studený Zejf (něm. Kaltseifen) je vesnice, která je částí obce Písečná. Nachází se 1 km jihovýchodně od Písečné po toku říčky Bělé.

## Název
Vesnice byla založena pod jménem Kaltenseif (či Kaltseifen) - "studené rýžoviště". Ve starších dokladech je zaznamenáno také alternativní jméno Bärengrund - "medvědí půda". České jméno vzniklo částečným překladem až roku 1924.

## Historie
Studený Zejf vznikl na frývaldovském panství patřícím vratislavským biskupům roku 1583. Založil jej frývaldovský hetjman Georg Springfeld parcelací biskupského dvora. Jeho jméno odkazuje na studený potok a na rýžování - v řece Bělé bylo již v 13. století rýžováno zlato.
Při zavedení obecního zřízení v roce 1850 se Studený Zejf stal osadou Širokého Brodu, avšak roku 1924 přešel k Písečné.

### Vývoj počtu obyvatel
Počet obyvatel Studeného Zejfu podle sčítání nebo jiných úředních záznamů:
| Rok            | 1869 | 1880 | 1890 | 1900 | 1910 | 1921 | 1930 | 1950 | 1961 | 1970 | 1980 | 1991 | 2001 |
| -------------- | ---- | ---- | ---- | ---- | ---- | ---- | ---- | ---- | ---- | ---- | ---- | ---- | ---- |
| Počet obyvatel | 216  | 235  | 256  | 272  | 289  | 275  | 328  | 238  | 232  | 191  | 185  | 158  | 148  |

1. ↑  z toho: 6 Čechoslováků, 316 Němců; 320 řím. kat., 1 evang., 7 bez vyznání

Ve Studeném Zejfu je evidováno 58 adres : 51 číslo popisné (trvalé objekty) a 7 čísel evidenčních (dočasné či rekreační objekty). Při sčítání lidu roku 2001 zde bylo napočteno 47 domů, z toho 41 trvale obydlených.

## Zajímavosti
Na území Studeného Zejfu zasahují:
- Chráněná krajinná oblast Jeseníky
- Ptačí oblast Jeseníky (pro jeřábka lesního a chřástala polního)

## Fotogalerie

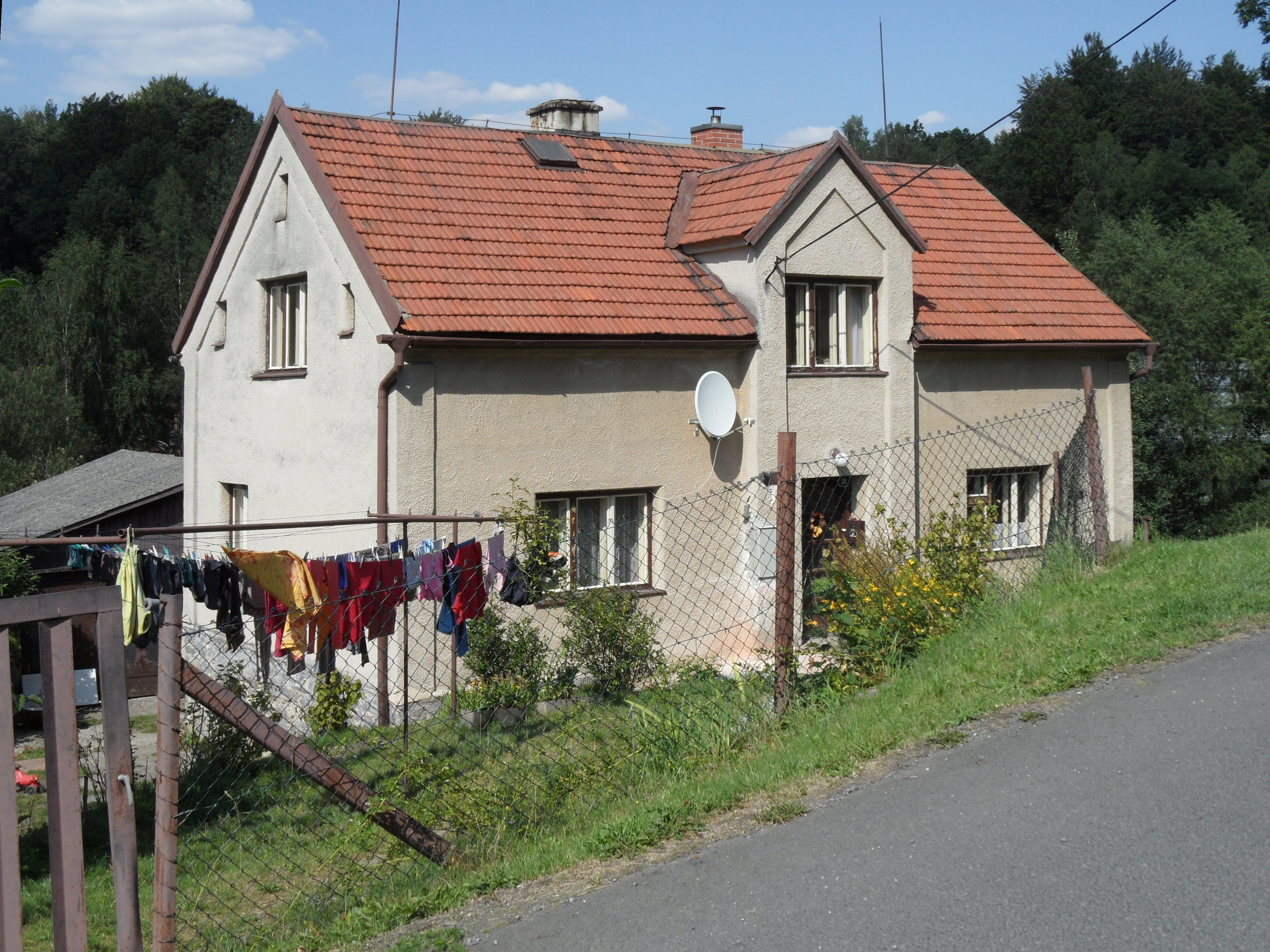
Dům na svahu
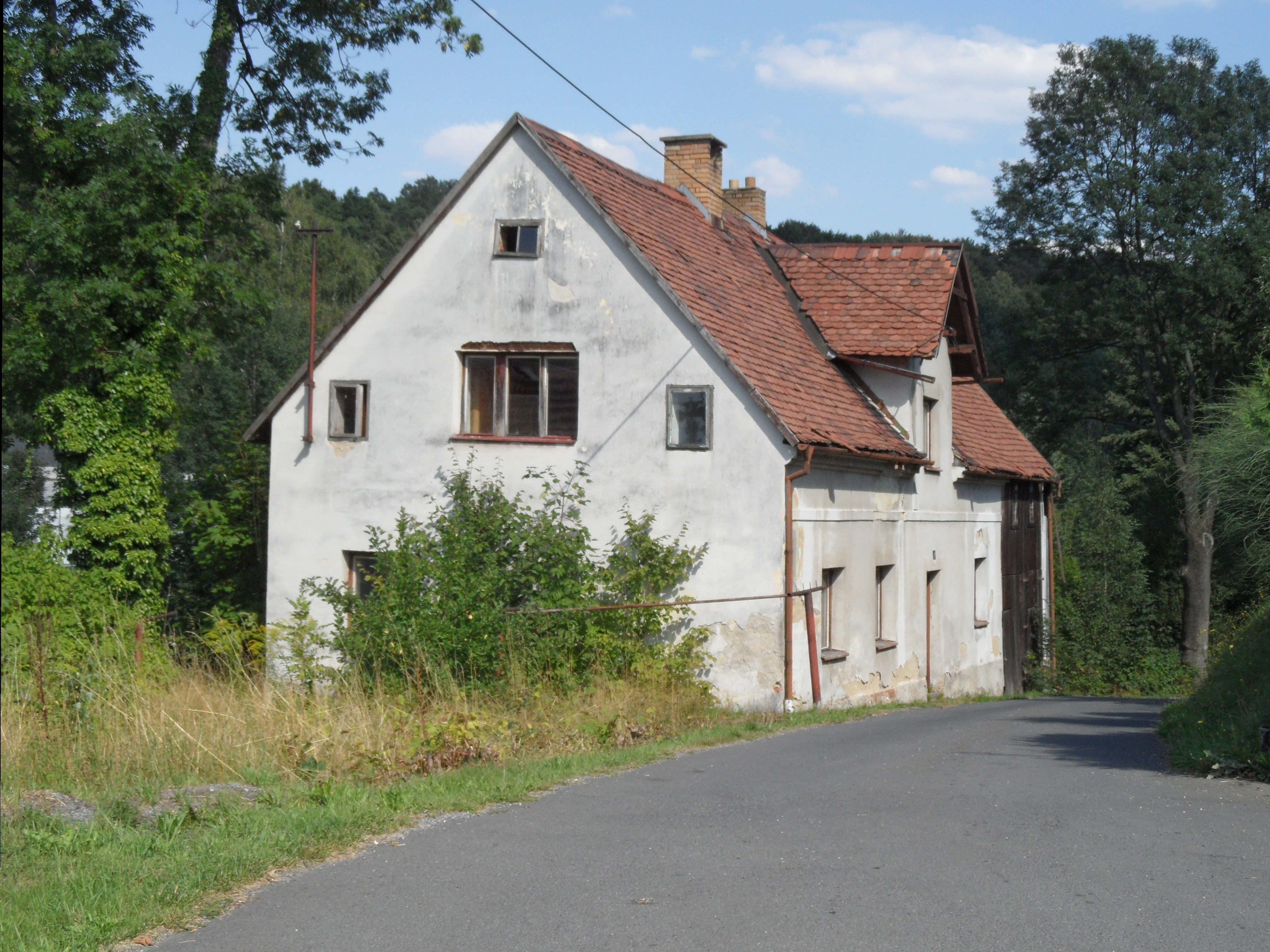
Dům u cesty
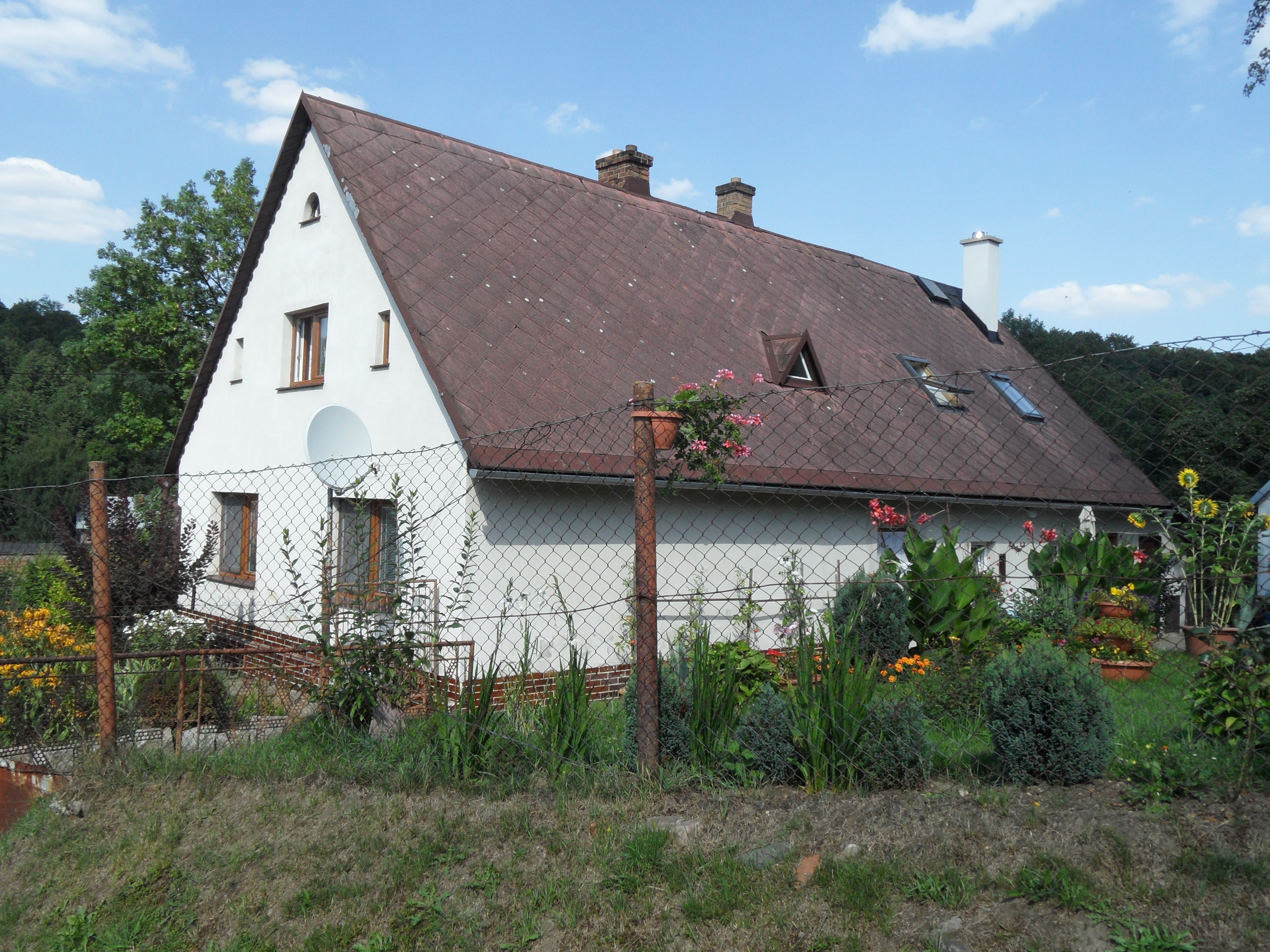
Dům v zahradě
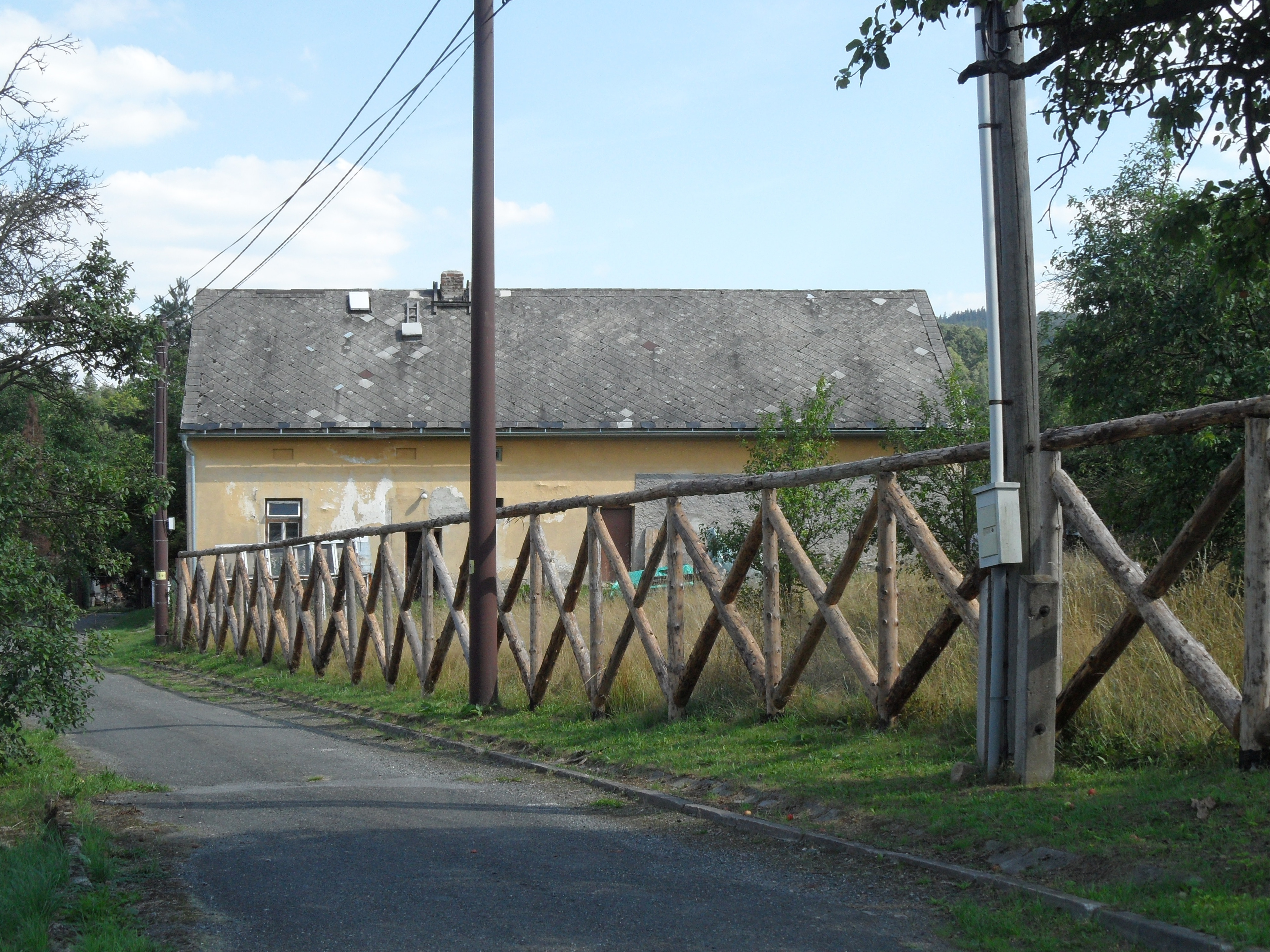
Dům s ohradou